# NGC 7755
NGC 7755 (również PGC 72444 lub UGCA 443) – galaktyka spiralna z poprzeczką (SBc), znajdująca się w gwiazdozbiorze Rzeźbiarza. Odkrył ją John Herschel 27 września 1834 roku.
W galaktyce tej zaobserwowano supernową SN 2004cx.